# Bodo Maria

Bodo Maria (2011)

Bodo Maria (* 25. Dezember 1943 in Kiel als Bodo Schäfer) ist Unternehmer und deutscher Sänger von volkstümlicher Musik und Schlagern, Komponist und Liedtexter.

## Leben
Sein Vater Hermann Schäfer war Musikdirektor am Stadttheater in Kiel. In frühester Jugend nahm er bei seinem Vater Gesangsunterricht. Nach der Schulzeit ging Schäfer von 1961 bis 1965 zur Bundesmarine und erhielt dort eine Ausbildung zum Funker. Er war dort im Einsatz beim 2. Schnellbootgeschwader „Boot Greif“ in Wilhelmshaven und beim 3. Schnellbootgeschwader „Boot Luchs“ in Flensburg.
Von 1965 bis 1966 belegte er Seminare zu Organisation und Programmierung bei der Deutschen Angestellten-Akademie in Düsseldorf (DAA). Schäfer, alias Bodo Maria, war von 1966 bis 1969 als Programmierer bei Polenzky und Zöllner und beim Divo Institut in Frankfurt a. M. beschäftigt. Anschließend war er bei der MDV Papierveredelung in Aschaffenburg als Organisator und dann als Verkaufsverwaltungsleiter tätig. Danach war Schäfer beim "Computer-Ring Rhein-Main" in Frankfurt Geschäftsführer. Nach seinem Examen zum staatlich geprüften Betriebswirt bei der Abendakademie in Aschaffenburg war er von 1972 bis 1982 in leitender Funktion bei der Firma Interscan in Mörfelden-Walldorf und von 1982 bis 2002 bei der "ofd Computersysteme" in Egelsbach als geschäftsführender Gesellschafter tätig.
Seit 2016 lebt Bodo Maria im hessischen Alsbach.

## Künstlerische Aktivitäten
1992 produzierte er den Sketch Dinner for one mit Macha Stein, der dann in Frankfurt aufgeführt wurde. Von 2007 bis 2009 war er als Solist beim Shanty-Chor Timmendorfer Strand aktiv. Seit 2009 produziert er Volksmusik, Shanties und Schlager. Teilweise in Zusammenarbeit mit Christian Bruhn und stellt seine Eigenproduktionen ins Internet (Digitale Downloadportale wie Amazon, YouTube). Bis 2016 trat er als Sänger in Schleswig-Holstein auf, so z. B. in Lübeck-Travemünde und am Timmendorfer Strand. 2018 zum 3. Advent Weihnachtsbenefizkonzert in der Heilig-Geist-Kirche Heppenheim, 2019 Benefizkonzert "Russische Klänge" in der Heilig-Geist-Kirche Heppenheim.

## Werke

### Diskografie
Alben
- Gefühle
- Schiffsgeruch
- Ich habe Heimat
- Heimat im Norden
- Das Meer
- Von Petersburg nach Novgorod
- Weiße Weihnacht
- Dinner for one (DVD)

Single & EPS
- Auf Immer Wiederseh´n
- Santa Maria de la mer (en frencais)
- Abschied von Dir
- Mamuschka
- Hamburch
- Hamburg, keine ist wie Du

### Literarische Werke
- Das Leben eines Regentropfen. neobooks, München 2018, ISBN 978-3-7427-2784-8.
- Dinner for one Bildband. ISBN 978-1-67194-476-3.